# CA-34

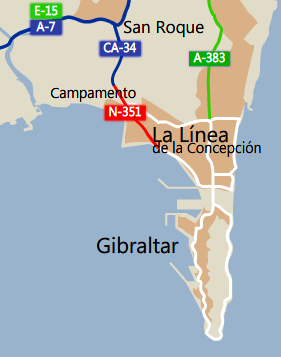
Mapa de la CA-34

La CA-34 es una autovía urbana conocida como Acceso a Gibraltar que tiene una longitud de 2,8 kilómetros y es la principal vía de acceso a La Línea de la Concepción y Gibraltar. Empieza en la Autovía del Mediterráneo (A-7) y termina en la glorieta a la urbanización Villa Victoria en Puente Mayorga con la carretera N-351. Esta autovía también sirve de acceso a la refinería de Gibraltar-San Roque y demás plantas industriales de la zona.
La vía es un desdoblamiento de la anterior carretera N-351 que fue desdoblada en 1991. Formaba parte del tramo Guadarranque-La Línea de la Concepción como ramal de la autovía A-7 antes del desdoblamiento del tramo San Roque-Guadiaro (inaugurado en 1997).
En el año 2003 le fue asignado el nombre de CA-34, pasando de ser una carretera nacional a autovía de acceso urbano. A pesar de tener esta nomenclatura, no todo su recorrido tiene características de autovía. Sólo su primer tramo, desde San Roque hasta el acceso a la refinería, presenta los requisitos necesarios y está identificado con señales de autovía. 
Empieza en el nudo de la salida 118 de la A-7 (conocido como "El Toril"), al sur de San Roque. Se dirige hacia el sur, con dos carriles por sentido, hasta un cruce de rotonda con la entrada a la central térmica de San Roque. Sigue con dos carriles hasta la rotonda de Puente Mayorga, que da acceso a esta barriada, el polígono industrial de Campamento y la zona militar.
A finales de 2014 se eliminó el cambio de sentido a nivel del kilómetro 0,2. Asimismo se instaló un radar en la primera curva a derechas en sentido La Línea de la Concepción, identificado como "Tramo de concentración de accidentes". Este es el segundo aparato situado en esta vía, sumándose al operativo desde 2008 en el cruce del Toril sentido San Roque.

## Tramos
| Denominación | Tramo | Kilómetros | Año servicio   |
| ------------ | --- | ---------- | -------------- |
| CA-34        | San Roque A-7 - La Línea de la Concepción N-351 Tramo ampliado Glorieta acceso a Refinería de Gibraltar-San Roque Glorieta de Puente Mayorga | 2,8 - -    | 1991 2006 2005 |

## Trazado
| Velocidad | Esquema | Carriles | Salida | Sentido Gibraltar (N-351)                                | Sentido San Roque (A-7)                                  | Carriles | Carretera | Notas |
| --------- | ------- | -------- | ------ | -------------------------------------------------------- | -------------------------------------------------------- | -------- | --------- | ----- |
|           |         |          |        | CA-34 La Línea de la Concepción Gibraltar                | E-15 A-7 Algeciras Cádiz Sevilla                         |          | E-15 A-7  |       |
|           |         |          | 0      |                                                          | San Roque (sur)                                          |          |           |       |
|           |         |          | 1      | San Roque (sur) E-15 A-7 Algeciras Málaga                | E-15 A-7 Algeciras Málaga                                |          |           |       |
|           |         |          |        | refinería central térmica                                | refinería central térmica                                |          |           |       |
|           |         |          |        | Estación de servicio Moeve Las Rosas                     |                                                          |          |           |       |
|           |         |          | 3      | Puente Mayorga                                           |                                                          |          |           |       |
|           |         |          |        | cementerio Campamento Puente Mayorga urb. Villa Victoria | Puente Mayorga urb. Villa Victoria cementerio Campamento |          |           |       |
|           |         |          |        | N-351 Campamento La Línea de la Concepción Gibraltar     | CA-34 San Roque Cádiz Málaga                             |          | N-351     |       |

## Galería de imágenes

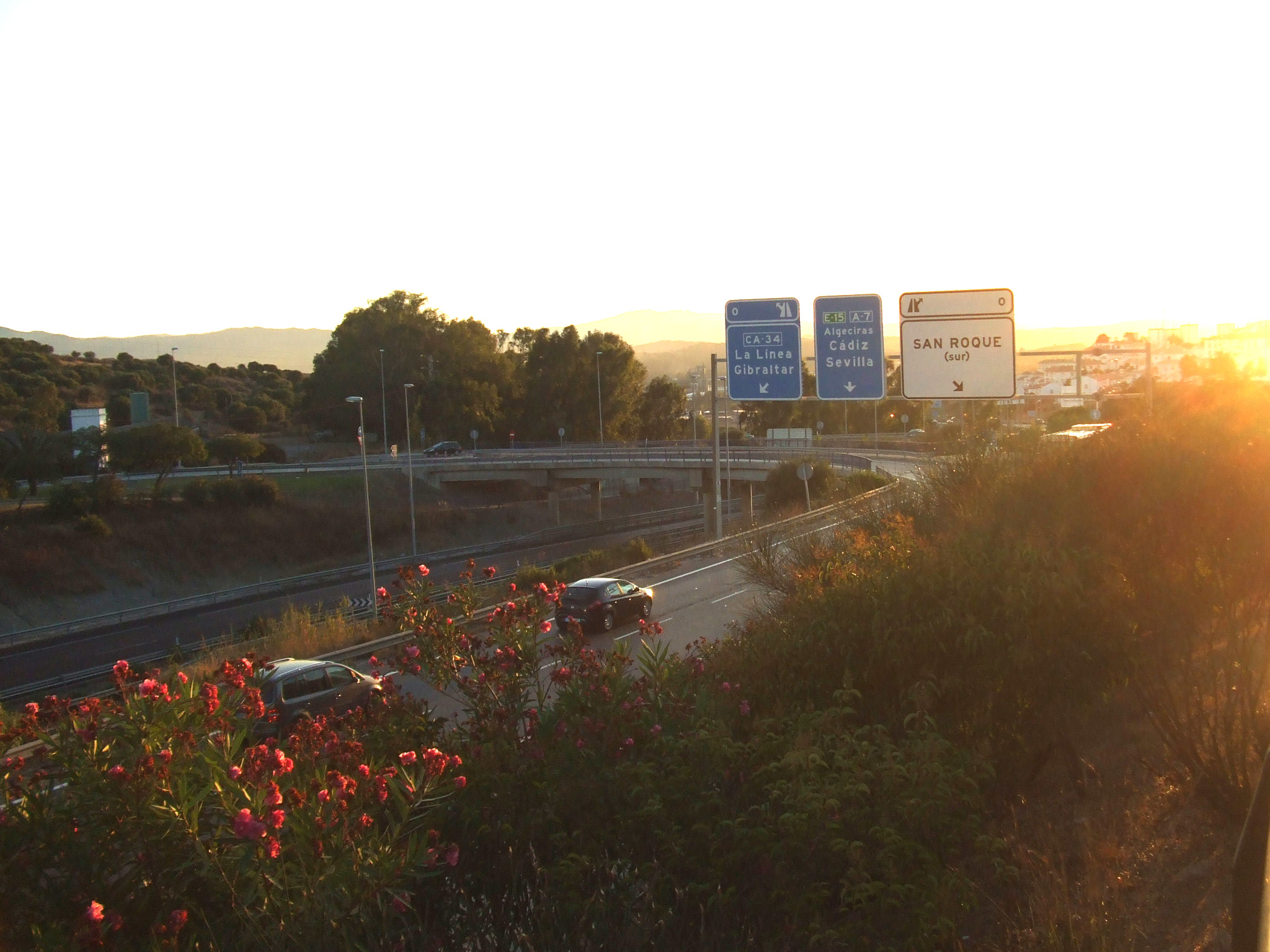
Cruce del Toril (Enlace entre la CA-34 y la A-7) visto desde la Calle Constitución de San Roque (Cádiz).
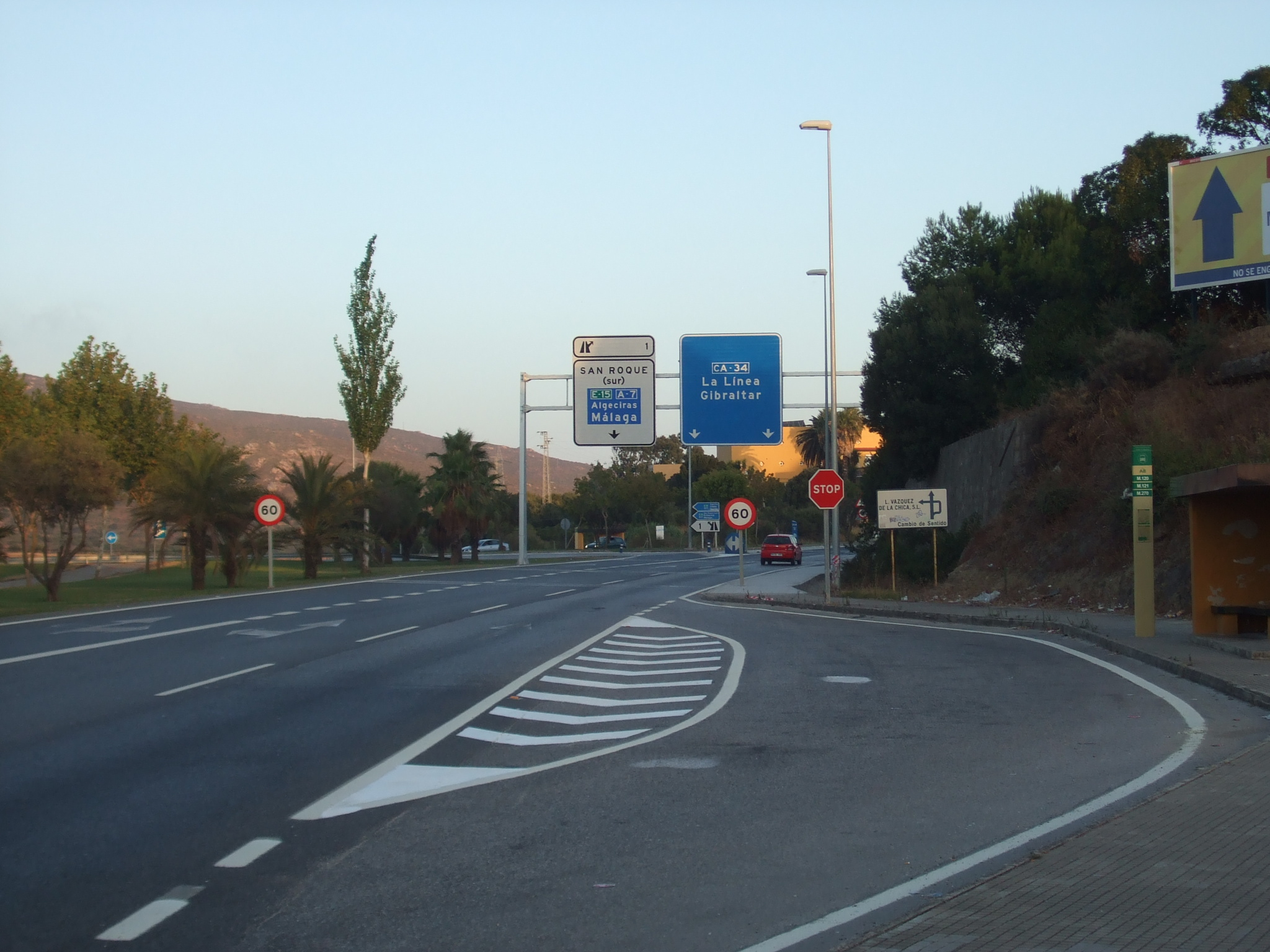
CA-34, salida 1 y parada de autobuses de El Toril.